# Burg Koppenstein
Burg Koppenstein ist eine Burgruine bei Henau im Rhein-Hunsrück-Kreis in Rheinland-Pfalz.

## Lage
Die Ruine der Höhenburg liegt auf 554,9 m ü. NHN auf der Koppensteiner Höhe über dem Tal des Kellenbachs im westlichen Soonwald im Hunsrück. Sie befindet sich etwa zwei Kilometer Luftlinie südlich der Gemeinde Gemünden und zwölf Kilometer südlich der Kreisstadt Simmern.

## Geschichte und Anlage

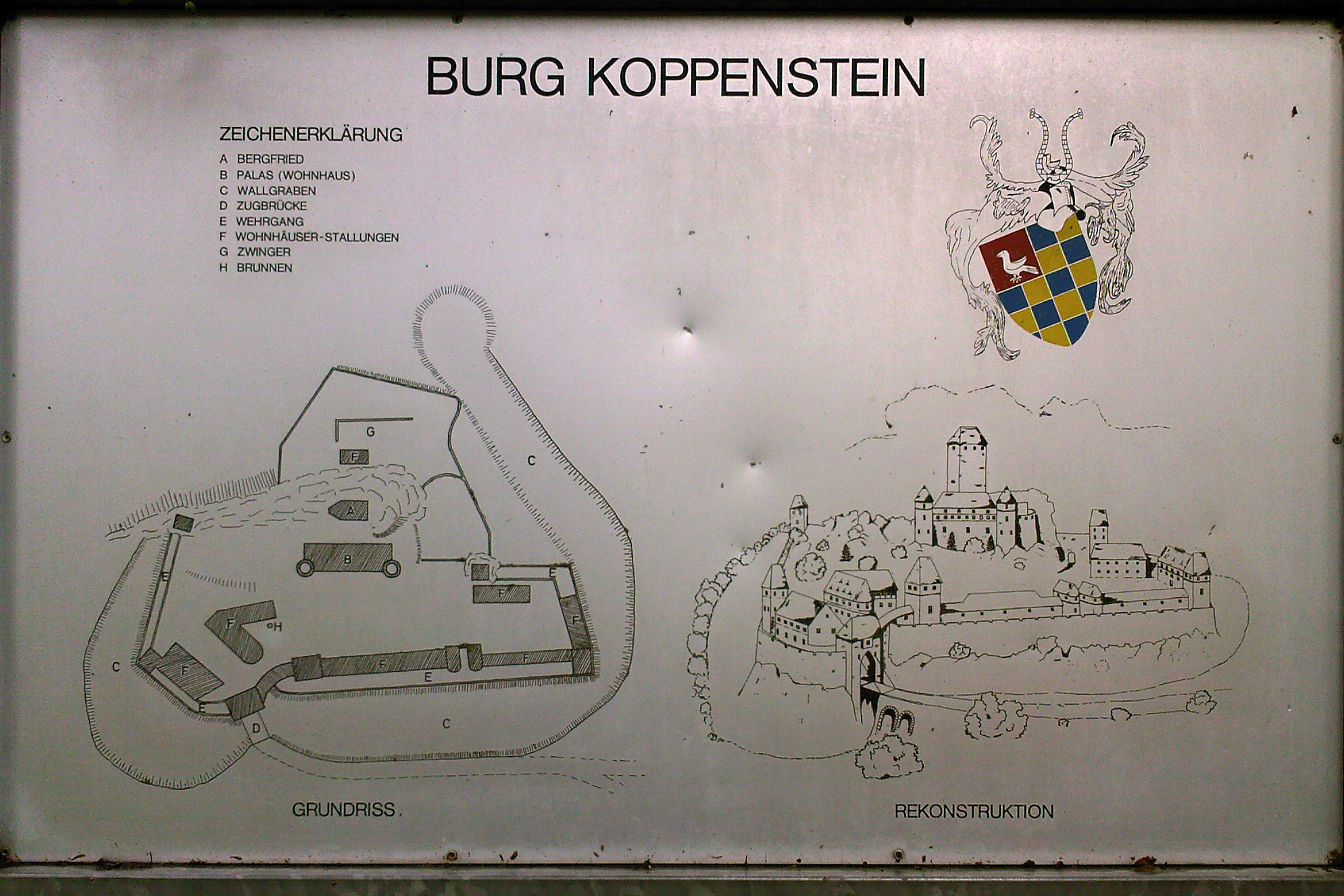
Burg Koppenstein, Grundriss

Der Berg Koppenstein wird bereits im 12. Jahrhundert erwähnt. Es gibt Hinweise, die auf eine noch ältere Besiedlung hindeuten (Gräben und Steinwälle). Die heute sichtbaren Ruinen wurden durch die Grafen von Sponheim nach 1325 errichtet. 1330 erhielt die Siedlung am Fuße der Burg Stadtrechte. Spätestens im Dreißigjährigen Krieg wurden die Burg und der Ort aufgegeben und verfielen.
Heute ist der fünfeckige und 20 m hohe Bergfried am besten erhalten. Er ist besteigbar und bietet eine weite Aussicht.
Von den übrigen Gebäuden der Burg und der Siedlung sind nur spärliche Reste bzw. Grundmauern vorhanden. Der Burggraben ist bis zu 10 Meter tief und stellenweise bis zu 20 Meter breit.
Auf Burg Koppenstein wurde Anfang 1800 die Beute aus dem Raub von Otzweiler und einem anderen Raub von Schinderhannes aufgeteilt.

## Familie von Koppenstein

Wappen derer von Koppenstein

Nach der Burg nannte sich die niederadelige Familie von Koppenstein. Sie stammte von einem unehelichen Sohn des Grafen Johann II. von Sponheim-Kreuznach († 1340) ab (vgl. LHAK Best. 700,219 Nr. 1) und wurde von der Grafschaft Sponheim mit bedeutenden Burg- und anderen Lehen ausgestattet. Im blau und gold geschachten Wappen führte sie rechts oben in Rot einen (stehenden) Raben. Der letzte männliche Namensträger der Koppensteiner, Jakob Adolf von Koppenstein († 1768), setzte seinen nächsten Verwandten, Damian Freiherr Schenk von Schmidtburg, zu seinem Erben ein, an den denn auch der größte Teil des Koppensteinischen Besitzes fiel. Die Sponheimischen Lehen der Familie gab Jakob Adolf von Koppenstein 1759 an die Grafschaft Sponheim zurück. Sie wurden an seinen Vetter Franz Karl von Hacke (Sohn des Freiherrn Ludwig Anton von Hacke) weiterverlehnt.
Ruine und Burgbezirk gehören heute mit Schloss Gemünden den Nachkommen der Schmidtburger, den Freiherren von Salis.

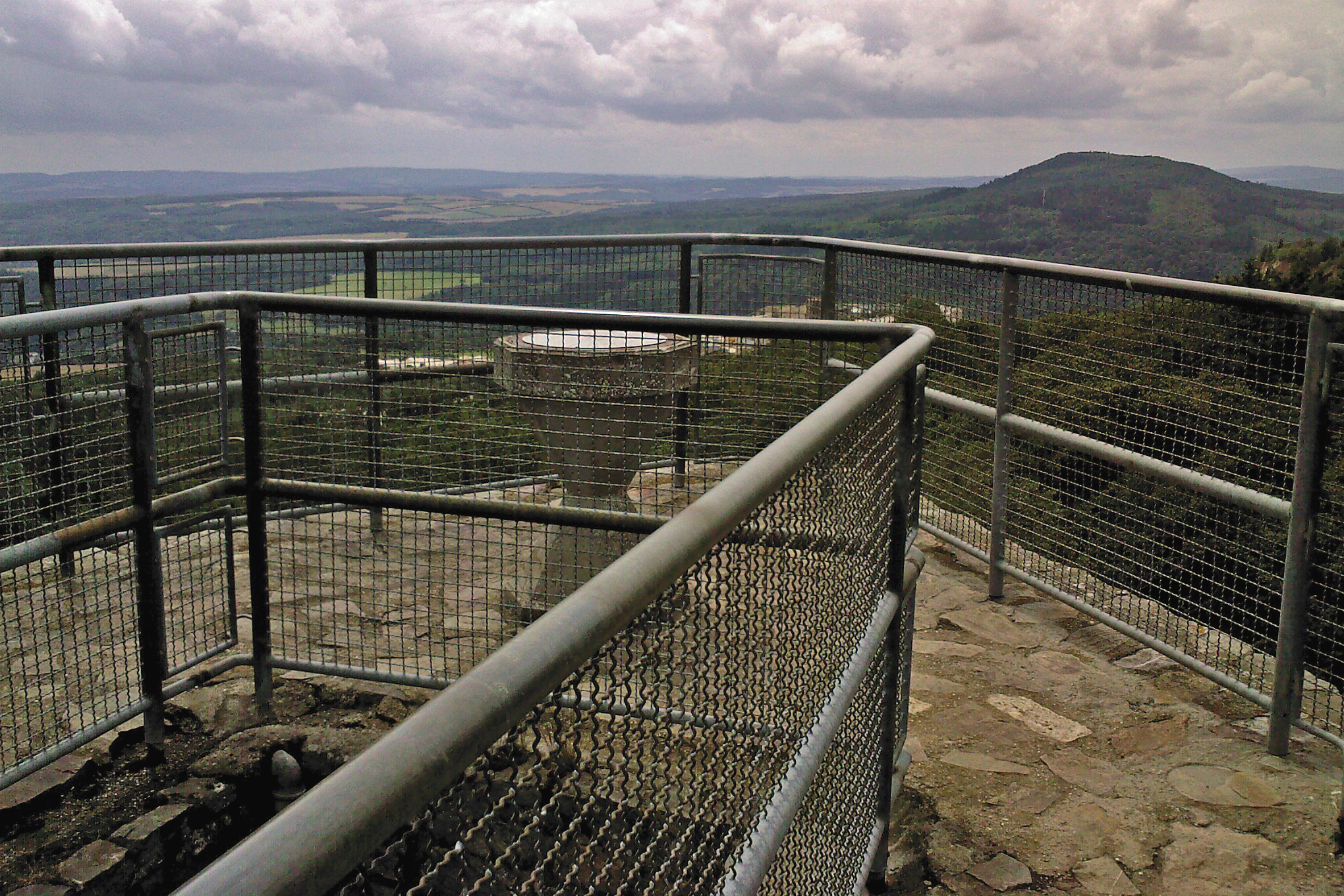
Burg Koppenstein, Aussicht nach Womrather Höhe
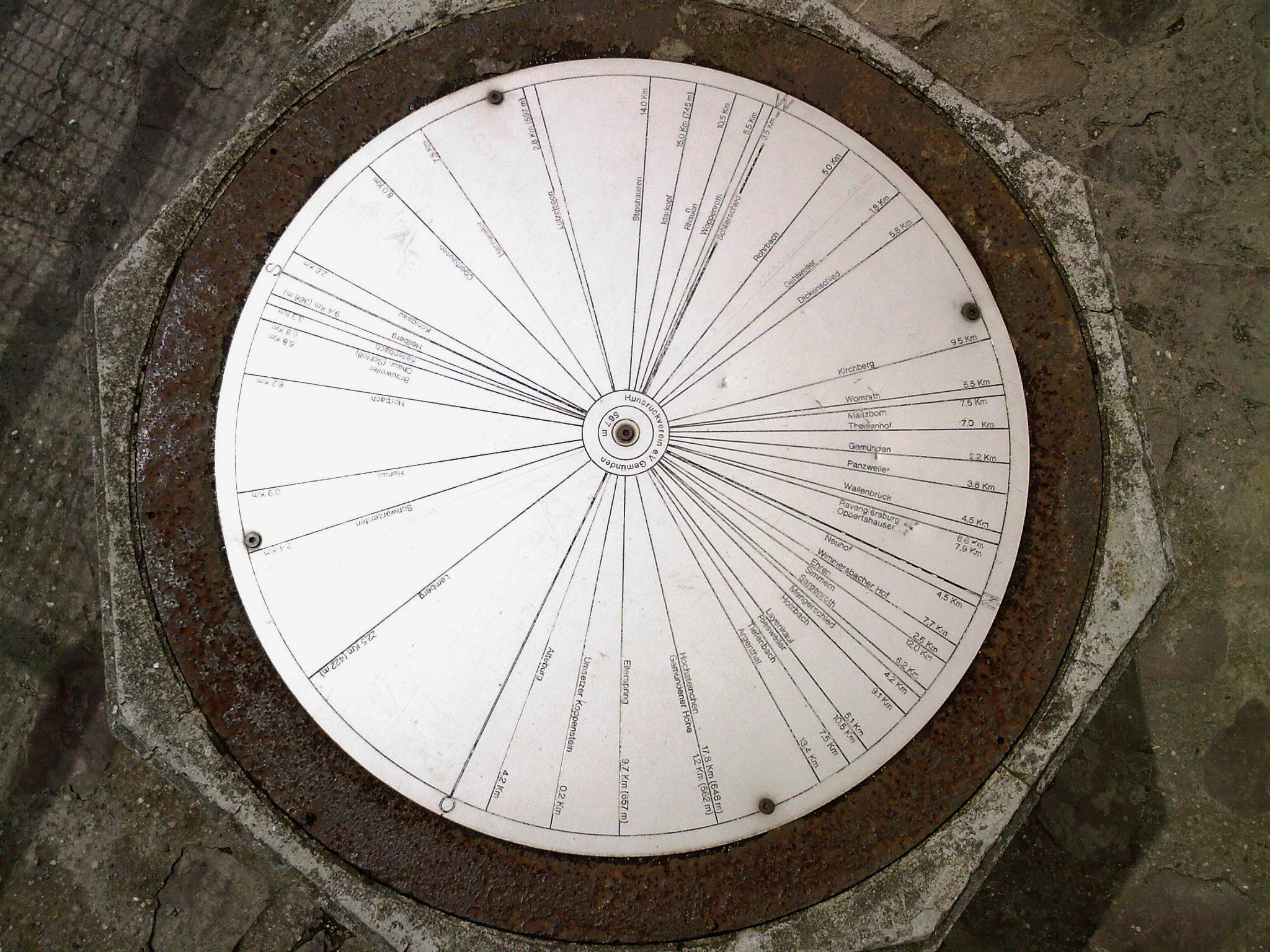
Burg Koppenstein, Entfernungstafel
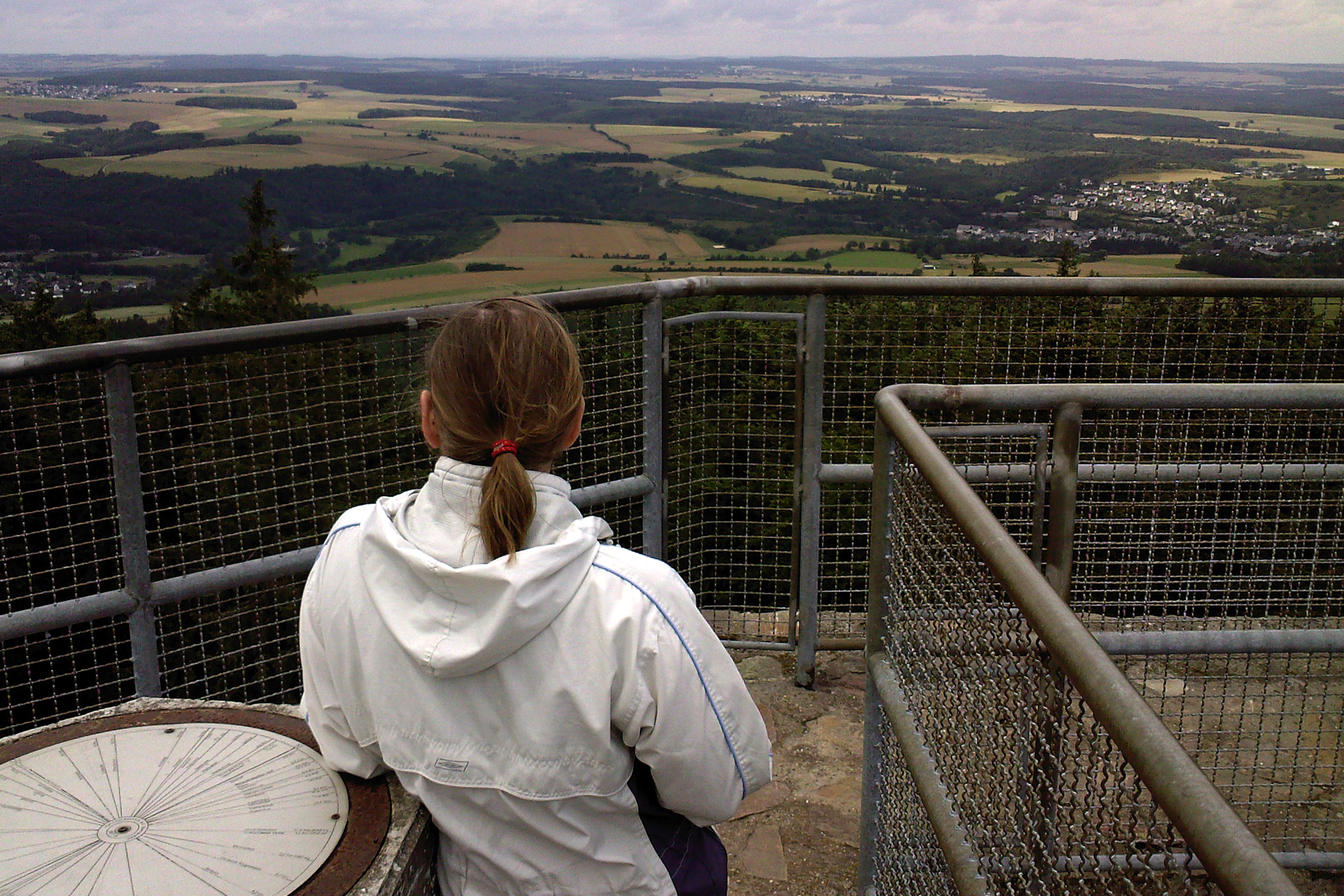
Aussicht von der Burg Koppenstein in Richtung Gemünden
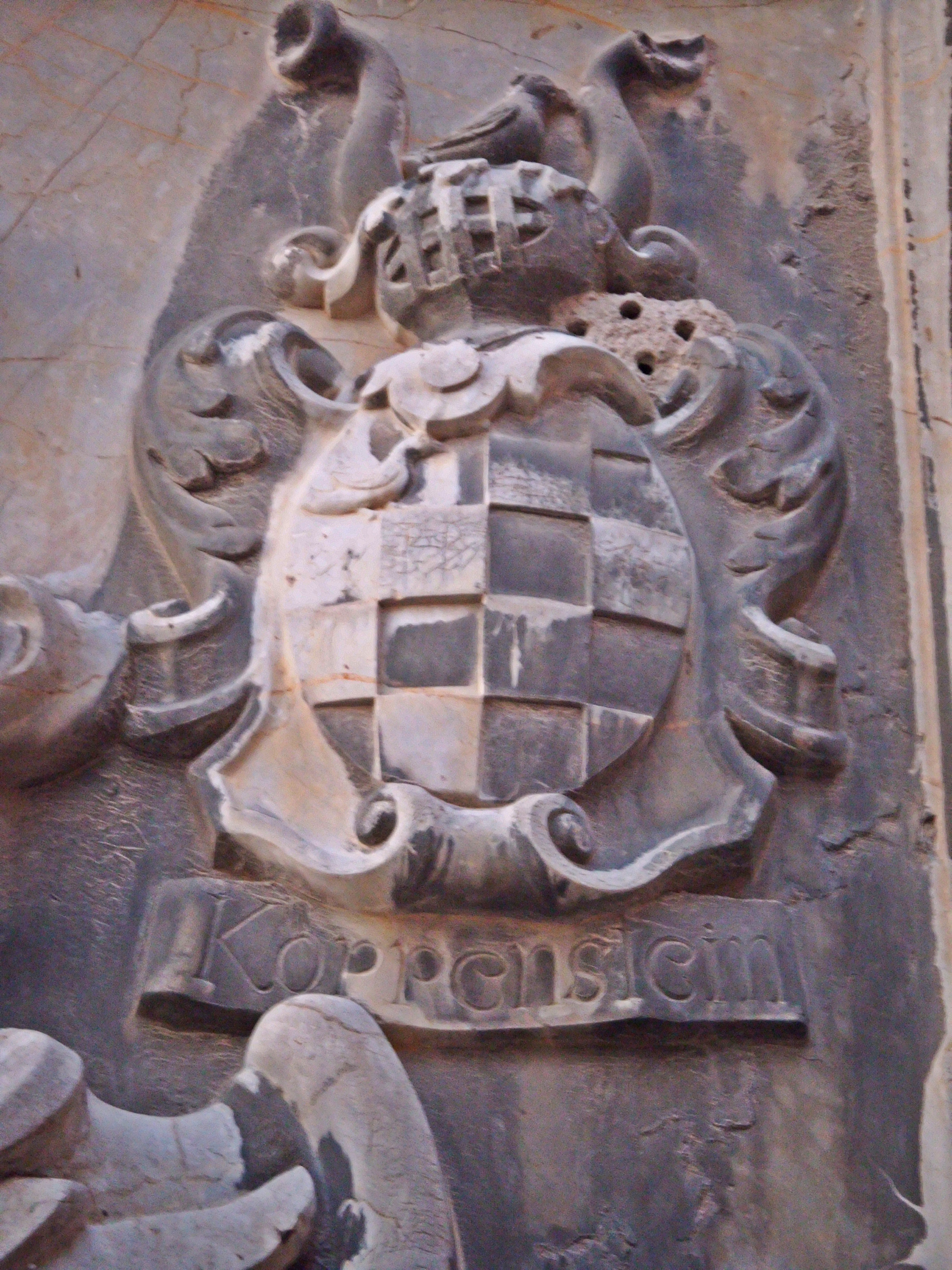
Wappen der Koppensteiner, am Auwach-Epitaph, Speyerer Dom, Südseite